# Andenkiebitz
Der Andenkiebitz (Vanellus resplendens, Syn.: Ptiloscelys resplendens) ist ein Watvogel in der Familie der Regenpfeifer (Charadriidae).
Die Art kommt in den Anden vor von Südkolumbien bis Nordargentinien und Nordchile.
Der Lebensraum umfasst tropisches oder subtropisches hoch gelegenes Grasland, Seen, Flüsse, Sümpfe und Weideland meist oberhalb vom 3000 m.
Die Art ist Standvogel, kommt in den Wintermonaten in etwas tiefere Höhenlagen herunter.
Der Artzusatz kommt von lateinisch resplendere ‚glitzern, scheinen‘.

## Merkmale
Diese Art ist etwa 33 cm groß und wiegt zwischen 193 und 230 g, ein Kiebitz mit cremefarben bis grauem Kopf, dunkelbraunem Augenfleck, bronzegrüne Oberseite mit violettem Spiegel auf den Flügeldecken und dunkelgrauer Brust mit einer dunklen Begrenzung zur weißen Unterseite. Der Schnabel ist rosa-orange mit schwarzer Spitze, die Iris und die Beine sind rötlich. Die Geschlechter unterscheiden sich nicht. Jungvögel sind bräunlich auf Kopf und Nacken, die Brust gefleckt gelbbraun.
Diese Art ist monotypisch.

## Stimme
Die Art ist ruffreudig, der Ruf wird als leise quengelndes „cow“ oder als zittriges „kwiwiwiwirrr“ beschrieben, häufiger hört man ein scharfes „wik“ als Alarmruf, ein harsches „criee-criee-cri“ oder ein melodisches „dididi---celeec-celeec-celeec-ce…“. Die Rufe erinnern an den Amerikanischen Stelzenläufer (Himantopus mexicanus).

## Lebensweise
Die Nahrung ist nicht bekannt.
Die Brutzeit liegt zwischen Oktober und Dezember, seltener bis Januar oder Februar. Das Gelege besteht aus 3 bis 4 bräunlichen Eiern ähnlich denen des Bronzekiebitzes (Vanellus chilensis).

## Gefährdungssituation
Die Art gilt als nicht gefährdet (Least Concern).